# Manifiesto de la UNESCO sobre la biblioteca pública
El Manifiesto de la UNESCO sobre la Biblioteca Pública es un documento aprobado por la Unesco en París el 29 de noviembre de 1994. Proclama la creencia de entidad hacia las bibliotecas públicas a nivel internacional, como instituciones esenciales para la promoción de la paz y el bienestar espiritual de la humanidad. En 2022 se presentó una versión actualizada y traducida al español.

## Historia
El documento fue proclamado a nivel mundial en 1949. y, la versión actual fue adoptada y proclamada en la reunión del consejo general de la UNESCO en 1994. El texto del manifiesto ha sido elaborado con la participación de la sección de bibliotecas públicas de la Federación Internacional de Asociaciones de Bibliotecarios y Bibliotecas.

## Principios del Manifiesto
Reconociendo a la biblioteca pública como el centro local de la cultura, el Manifiesto se enumeran algunos de los requisitos para la aplicación y el mantenimiento de centros bibliotecarios:

### Implantación
Debe ser de responsabilidad del gobierno local, regional y nacional.

### El edificio
Debe estar bien situado, en principio, en su propio edificio.

### Legislación
Con el apoyo de una legislación específica de acuerdo a las necesidades regionales y locales.

### Integración
Propone que los gobiernos y la sociedad fortalecen las redes de integración para apoyar a las bibliotecas, como en Portugal por la Rede Nacional de Bibliotecas Públicas y en Brasil este órgano es el Sistema Nacional de Bibliotecas Públicas.

### Marco funcional
El documento concluye que el personal de la biblioteca recibe el marco indispensable para el desarrollo profesional continuo.

### Colecciones
Las bases de las colecciones no se construyen en base a las políticas y modelos ópticos o recientes, sino que también buscan equilibrar lo tradicional y lo moderno para incluir a todos los grupos etarios de la población involucrada. Y hay adaptaciones a las diferentes necesidades de las comunidades en las zonas rurales y urbanas.